# Fornecedor de acesso à internet

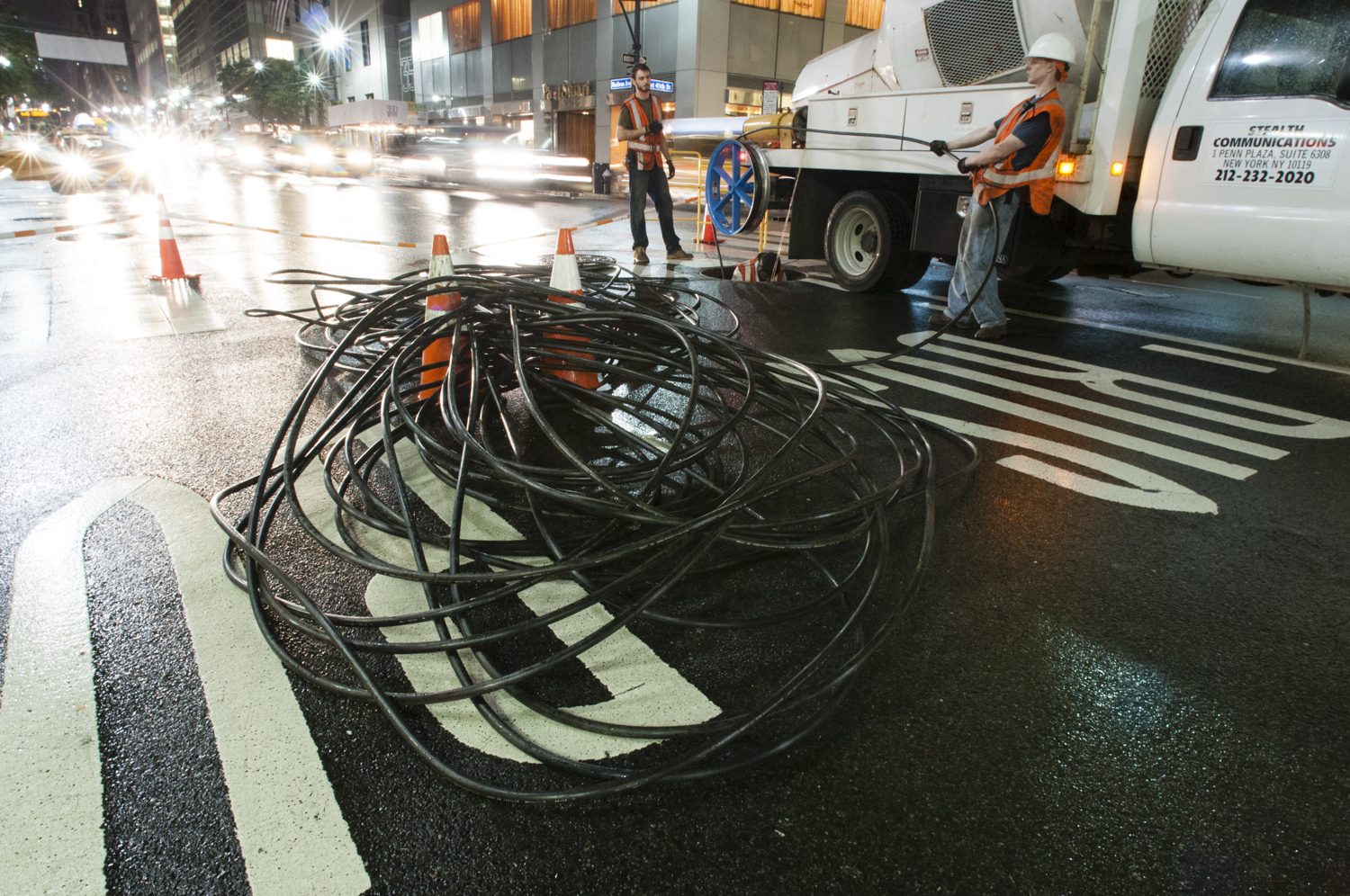
Instalação de cabos de fibra ótica por operadores de um ISP, em Nova Iorque.

Um fornecedor de acesso à Internet (em inglês, Internet Access Provider — IAP) ou provedor de serviço Internet (em inglês, Internet Service Provider — ISP) é qualquer entidade que oferece serviços de acesso, participação ou utilização da internet. Provedores podem ser organizados de várias maneiras, tanto comercialmente, sem fins lucrativos ou em comunidades. Além de acesso à internet, provedores geralmente também oferecem serviços de e-mail, hospedagem de sites ou blogs, entre outros.

## Opções de conexão dos ISP
Geralmente, um ISP cobra uma taxa mensal ao consumidor que tem acesso à internet embora a velocidade de transferência dos dados varie largamente.
O termo formal para velocidade de Internet é largura de banda — quanto maior for a banda, mais alta é a sua velocidade.
A velocidade de ligação à internet pode ser dividida em duas categorias: linha discada e banda larga. As ligações dial-up requerem a utilização de linhas telefônicas, e habitualmente têm ligações de 56 kbps ou menores. As ligações de banda larga podem ser RDIS, acessos de banda larga sem fios, cable modem, DSL, ligação por satélite ou Ethernet. A conexão de banda larga está sempre ligada (exceto o RDIS) e a velocidade varia entre os 64 kbps, 24+ mbps (ADSL 2+) e 100+ mbps (Fibra).
A velocidade de download de arquivos, considerando o melhor cenário para fazê-lo, nunca será igual ao que é sincronizado pelo modem ADSL (Line Rate – Downstream(kbps)), embora as operadoras sempre tentem convencer o usuário do contrário. Os dados que são requisitados no download são encapsulados dentro de um pacote de controle, esse pacote de controle confere à rede ADSL uma perda de cerca de 16%. As normas da Anatel rezam para que as operadoras esclareçam as características do que é contratado no contrato com o usuário.
Com a crescente popularidade do compartilhamento de arquivos, o download de músicas, vídeos e outros arquivos complexos e a procura geral por carregamentos de página mais rápidos, as ligações de largura de banda superior estão a tornar-se mais populares.

## A responsabilidade dos ISPs sobre direitos autorais
Comum a todos os sistemas jurídicos é o princípio de que o ISP não pode ser responsabilizada por hospedagem de materiais que viola os direitos de autor, se o ISP não tem conhecimento da violação. A principal diferença reside na ação legal tomada após o ISP for informado que o material hospedado é uma violação de direitos autorais. EUA e legislação da UE emprega o procedimento de aviso -Take-Down, que solicita o ISP para remover esse material, a fim de evitar ser processado. A lei japonesa tem uma abordagem mais equilibrada, através da comunicação -Take-Down procedimento, que proporciona ao usuário do material o direito de reclamar sobre o pedido de remoção.

## Projeto de lei
Tramita no Senado Federal o Projeto de Lei nº 100 de 2017 que altera o Marco Civil da Internet (Lei nº 12.965/2014) para proibir a adoção de franquias de consumo na internet fixa.
O PLS nº 100 de 2017 foi o primeiro projeto criado pelo Senado com base em sugestão legislativa enviada por cidadão A Sugestão Legislativa nº 7 de 2016, de autoria de Alessandro de Almeida Cyrino da Silva, de Minas Gerais, foi enviada em abril de 2016 para o Portal e-Cidadania e propunha ‘proibir, expressamente, o corte ou a diminuição da velocidade por consumo de dados nos serviços de internet de banda larga fixa’.
Em abril de 2017, a Comissão de Direitos Humanos e Legislação Participativa aprovou o relatório do senador José Medeiros pela transformação da SUG em PLS.